# Dorota Friedler
Dorota (Dolly) Friedler z domu Kac (ur. 16 stycznia 1920 w Łodzi, zm. 25 lutego 1995 w Izraelu) – tancerka. 

## Życiorys
Córka Mojżesza (ur. 7 lutego 1881), kupca, i Raszli (ur. 23 grudnia 1881). Ukończyła Niemieckie Gimnazjum Reformowane w Łodzi przy al. T. Kościuszki 65, gdzie zdała maturę. 
Jednocześnie uczyła się plastyki i rytmiki w prywatnej szkole pod dyrekcją Haliny Waldman i Janiny Zandel, wykazując nadzwyczajne uzdolnienia w dziedzinie tańca.
Jej rozpoczynającą się karierę choreograficzną przerwał wybuch II wojny światowej. 
Na początku marca 1940 r. została wraz z rodzicami przymusowo przesiedlona do getta, które hitlerowcy po kilku miesiącach od napaści na Polskę 1 września 1939 r. i zajęcia Łodzi 8 września 1939 r. zorganizowali od 8 lutego 1940 r. dla ponad 200 000 Żydów z Łodzi i wielu innych miast Polski i Europy, w najbiedniejszej dzielnicy Łodzi – Bałuty i szczelnie odizolowali od miasta 30 kwietnia 1940 r. Getto było ogromnym obozem przymusowej pracy ale i eksterminacji. Aby żyć i otrzymywać przydziały żywności należało pracować w warsztatach czy fabryczkach tzw. resortach. Pracowała w resorcie metalowym przy ul. Łagiewnickiej 63. Mieszkała wraz z rodzicami przy ul. Krawieckiej 8.
Dla mieszkańców getta organizowane były w sali teatralnej domu kultury przy ul. Krawieckiej 3 spotkania muzyczne, występy orkiestry symfonicznej i żydowskich śpiewaków operowych ale i koncerty muzyki popularnej a także spektakle teatralne. Spełniały one ważną rolę w podtrzymaniu na duchu zgnębionej ludności getta.
Została zaangażowana do teatru rewii i występowała w zorganizowanej grupie tanecznej. 
Jej talent taneczny został szybko zauważony, wkrótce stała się solistką i swoimi występami wywoływała zachwyt mieszkańców getta.
W 1942 r. nastąpiło zintensyfikowanie akcji likwidacji Żydów zamkniętych w getcie (tzw. „ostateczne rozwiązanie kwestii żydowskiej - Endlösung”), szczególnie osób chorych, starych i małych dzieci, określanych przez hitlerowców jako „zbędny, niepracujący element”. W 1942 r. do jesieni zagładzie uległo prawie 73 000 Żydów. Zakończono w ten sposób przekształcanie getta w wielki obóz pracy.
W 1942 r., po akcji wysiedleńczej („szpera” 3-12 września), z rozkazu władz niemieckich teatr został zlikwidowany, nie było więcej występów teatralnych i tanecznych. 
Pracowała więc w resorcie aż do ostatecznej likwidacji getta w sierpniu 1944 r. Jednym z ostatnich transportów została wysłana do obozu Auschwitz-Birkenau, a stamtąd do Ravensbrück, Mühlhausen/Thüringen i w końcu do Bergen-Belsen. Tam 15 stycznia 1945 r. doczekała się wyzwolenia obozu przez oddział armii angielskiej. 
Natychmiast wstąpiła do zorganizowanego pod dyrekcją Sami Federa teatru uchodźców zwanego „K-Z Theatre”. Z zespołem tego teatru występowała w Brukseli, Paryżu i Antwerpii.
Wraz z mężem, Bertem Friedlerem, artystą malarzem, w 1949 r. przybyła do Izraela. Poświęciła się pracy wychowawczej z młodzieżą, wygłaszając referaty na temat Holocaustu w instytucie „Masua” w kibucu Tel-Icchak.
Zmarła 25 lutego 1995 r. i została pochowana w Herclii w Izraelu.